# ماهی چندخاره
ماهی چندخاره (به انگلیسی: Wreckfish) یا ماهیان چندخاره (به لاتین: Polyprionidae) نام یک تیره از راسته سوف‌ماهی‌سانان است.